# فلورنت بسنارد
فلورنت بسنارد (انگلیسی: Florent Besnard؛ زادهٔ ۳۰ آوریل ۱۹۸۴) بازیکن فوتبال اهل فرانسه است.
از باشگاه‌هایی که در آن بازی کرده‌است می‌توان به باشگاه فوتبال ونس، باشگاه فوتبال نیم المپیک، باشگاه فوتبال پاریس، و باشگاه فوتبال رن اشاره کرد.